# Pseudovector

Un bucle de cable (negre), portant un corrent I, crea un camp magnètic B (blau). Si la posició i el corrent del cable són reflectits respecte del pla indicat per la línia puntejada, el camp magnètic generat no és reflectit sinó que és reflectit i invertit. La posició del cable i el seu corrent són vectors, però el camp magnètic B és un pseudovector.

En física i matemàtiques, un pseudovector (o vector axial) és una quantitat que es transforma com un vector sota una rotació pròpia, però que canvia de signe sota una rotació impròpia com una reflexió. Geomètricament, correspondria a la imatge de mirall però cap per avall, de magnitud igual però en la direcció oposada. En canvi, per a un vector "normal" o polar, la reflexió genera una imatge idèntica a la seva imatge de mirall.
En tres dimensions, el pseudovector p s'associa amb el producte vectorial de dos vectors polars a i b:
{\displaystyle \mathbf {p} =\mathbf {a} \times \mathbf {b} .\,}
El vector p obtingut d'aquesta manera és un pseudovector. Un exemple és el vector normal a un pla orientat. Un pla orientat pot ser definit per dos vectors no paral·lels, a i b, dels quals es pot dir que cobreixen el pla. El vector a × b és normal al pla (hi ha dos vectors normals, un a cada costat – la regla de la mà dreta el determina), i és un pseudovector. Nombroses quantitats físiques es comporten com a pseudovectors en comptes de com a vectors polars, incloent-hi el camp magnètic, la velocitat angular, el moment angular, el parell (o moment) de forces, i la vorticitat.
En matemàtiques, els pseudovectors són equivalents a bivectors tridimensionals, a partir dels quals es poden derivar les regles de transformació dels pseudovectors. Més generalment en àlgebra geomètrica n-dimensional, els pseudovectors són els elements de l'àlgebra amb dimensió n − 1, escrita Λn−1Rn.
L'etiqueta 'pseudo' també s'empra per al cas dels pseudoescalars i pseudotensors, tots dos canvien de signe sota rotacions impròpies, a diferència dels escalar o tensors "purs".

## Comportament sota productes vectorials

Sota inversió, el dos vectors (negres) canvien de signe (grisos), però el seu producte vectorial (vermell) és invariant.

Per a una matriu de rotació R, pròpia o impròpia, l'equació matemàtica següent és sempre certa:
{\displaystyle (R\mathbf {v_{1}} )\times (R\mathbf {v_{2}} )=(\det R)(R(\mathbf {v_{1}} \times \mathbf {v_{2}} ))}.
on v1 i v₂ són vectors tridimensionals qualsevols.
Suposem que v1 i v₂ són vectors polars, i v₃ és definit com el seu producte vectorial, v₃ = v1 × v₂. Si l'univers és transformat sota una matriu de rotació R, llavors v₃ és transformat com
{\displaystyle \mathbf {v_{3}} '=\mathbf {v_{1}} '\times \mathbf {v_{2}} '=(R\mathbf {v_{1}} )\times (R\mathbf {v_{2}} )=(\det R)(R(\mathbf {v_{1}} \times \mathbf {v_{2}} ))=(\det R)(R\mathbf {v_{3}} ).}
Per tant, v₃ és un pseudovector. De forma semblant, hom pot mostrar:
- Vector polar × Vector polar = Pseudovector
- Pseudovector × Pseudovector = Pseudovector
- Vector polar × Pseudovector = Vector polar
- Pseudovector × Vector polar = Vector polar